# Loreto Carbonell
Loreto Carbonell, né en 1933 à Dauin et mort le 23 septembre 2017 à Manille, est un joueur philippin de basket-ball.